# Skinhead

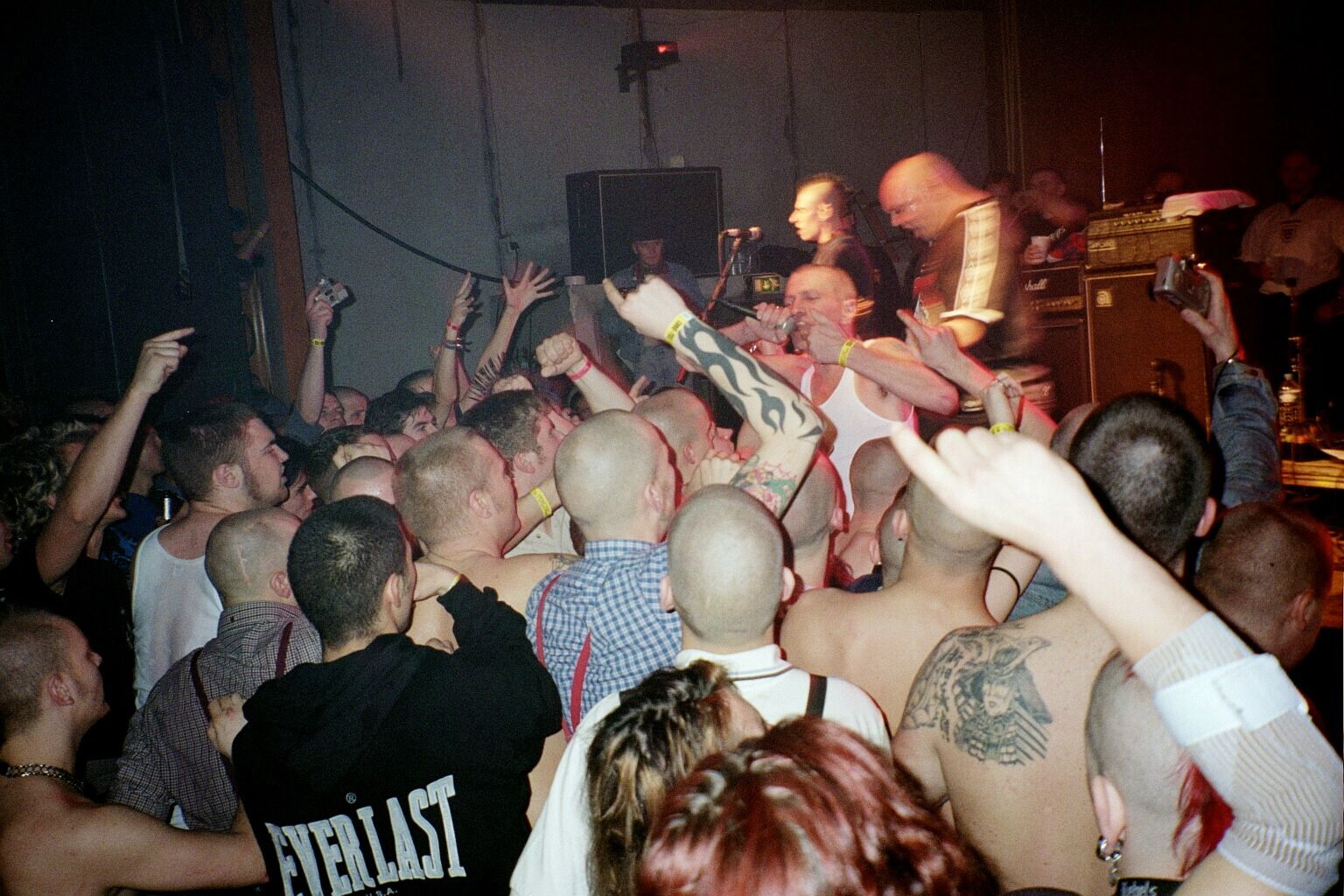
Duitse skinheads tijdens een concert in Berlijn

De benaming skinhead (Engels: letterlijk huidkop of "geschoren hoofd", in het Nederlands ook wel enigszins pejoratief kaalkopjes genoemd) slaat op een subcultuur die weer is voortgekomen uit de subcultuur van de Rude Boys, die van het Caraïbisch gebied naar Groot-Brittannië waren geëmigreerd, en uit de subcultuur van de Mods in Groot-Brittannië. Een kaalgeschoren hoofd, of gemillimeterd haar (suedehead, suède-hoofd) is het meest in het oog springende kenmerk van de mannelijke skinhead.
Het verschijnsel skinhead kent een heel pluriform spectrum, niet alleen in politieke zin van (toch voornamelijk) extreemrechts tot (het in meerdere mate aanwezige maar minder zichtbaar voor de media) extreemlinks en alles daartussen, maar ook in subculturele verschijningsvormen zoals muziek, uiterlijk en kleding.

## Geschiedenis
De eerste skinheads waren Britse arbeidersjongeren die zich in de jaren 1960 afzetten tegen middenklasseverschijnselen zoals flowerpower. Ze woonden vaak in arme wijken (arbeiderswijken, daarom pronkten ze met hun "working class" roots) van de grote steden waar ze kennismaakten met de muziek die Jamaicaanse immigranten meebrachten, zoals ska en reggae. Ook het kale hoofd van skinheads heeft zijn oorsprong op Jamaica: leden van Jamaicaanse jeugdbendes (de zogenaamde rude boys) schoren hun hoofd eveneens kaal.
De benaming skinhead werd overigens voor het eerst gebruikt door de zwarte ska-band Symarip.
Toen eind jaren 70 de punk opkwam ontstond niet veel later een tweede golf skinheads. Om zich te onderscheiden van punkers kwamen de skinheads met hun eigen muziek: Oi! of streetpunk. Teksten van Oi! bands gingen veelal over kameraadschap, working class & voetbal. Vanwege de vele vechtpartijen bij Oi! concerten kreeg dit genre snel een slechte naam. Mede als gevolg hiervan besloten veel bands ermee te stoppen.
Eind jaren 70 raakte Engeland in een economische crisis en als gevolg hiervan ontstonden extreemrechtse partijen zoals British National Party, British Movement en National Front. Deze gingen leden werven in de klassen die het meeste werden aangetast door de crisis, te weten de zogenaamde 'working class'. Omdat hier veel jonge beïnvloedbare skinheads tussen zaten, kreeg al snel het hele milieu een extreemrechts stempel.
Deze ontwikkeling kwam in een stroomversnelling toen de band Skrewdriver van zanger Ian Stuart Donaldson aan populariteit won. Deze band omschreef haar muziek als RAC (Rock Against Communism), dat begon als reactie op RAR (Rock Against Racism).
Veel skinheads hadden echter niets met politiek en zetten zich hiertegen af. Hun cultuur had volgens hen niets met politiek te maken. Toch bleef het extreemrechtse stempel, mede door de vele media-aandacht.

## Sharp: Skinheads Against Racial Prejudice
In 1988 werd vanwege de opkomst van de extreemrechtse jonge skinheads de SHARP opgericht. Tijdens concerten werden er posters, patches en dergelijke uitgereikt aan de bezoekers om deze te wijzen op het afwijzen van racisme.
De oprichters van SHARP waren skinheads en zagen het als een belediging van het skinhead zijn dat er nu ineens racisten zichzelf skinhead noemden. Dit omdat skinhead een 'working class' groepering is die vanuit het zwarte Jamaica opkwam.

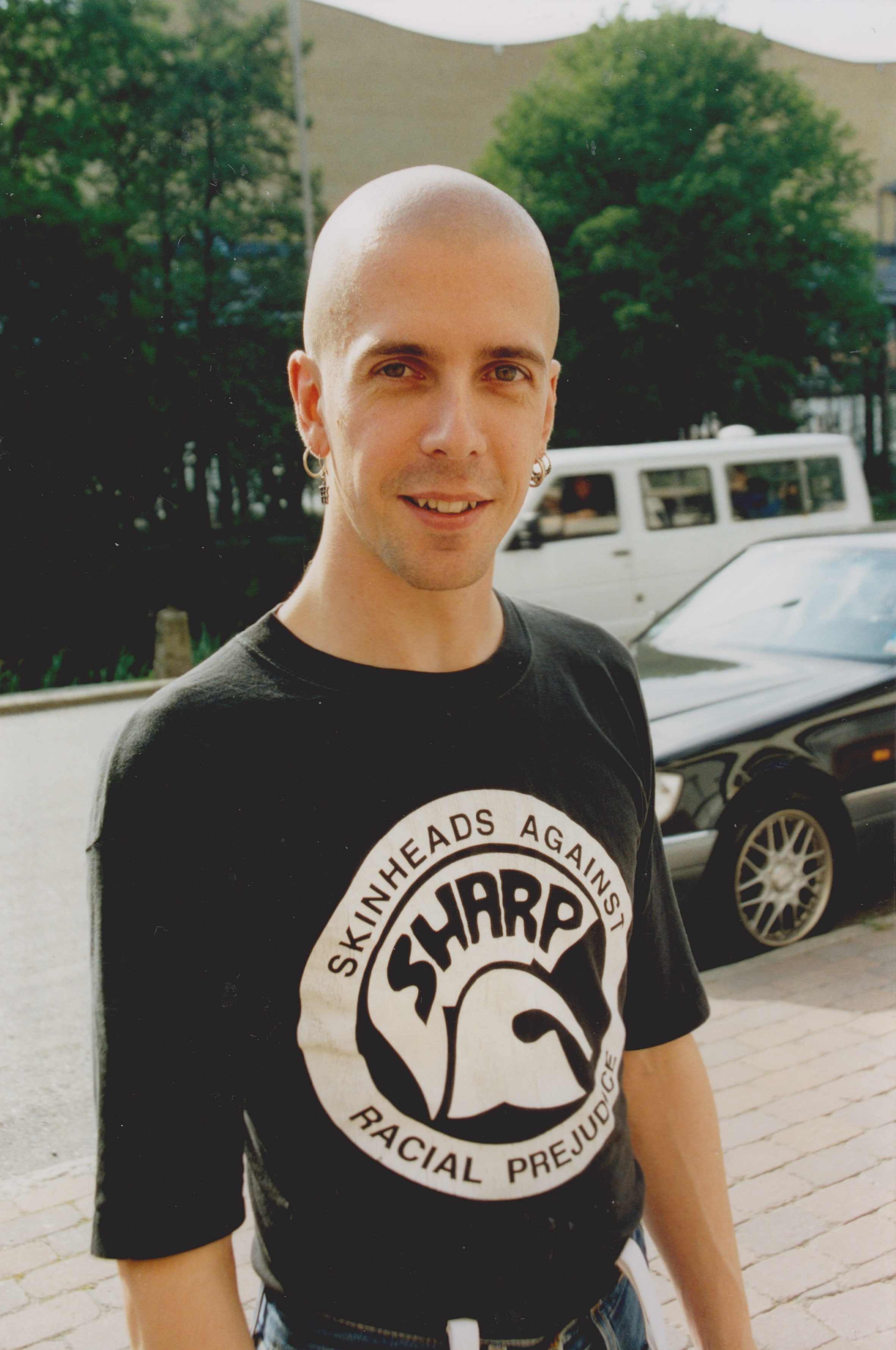
SHARP Skinhead, 2000.

## Code
De vorming van skinheadgroepen verspreidde zich vanuit Engeland internationaal. Er wordt wel een gedragscode gehanteerd, met als elementen bijvoorbeeld:
- het afwijzen van drugsgebruik, zeker in eigen kring
- het niet lastigvallen van kinderen en vrouwen
- een kledingcode (vaak stevige laarzen, bij voorkeur van het merk Dr. Martens[1] met veelal gekleurde veters, opgerolde broek, eventueel bretels)
- saamhorigheid: je bent één familie en beschermt elkaar.

De vrouwelijke tegenhanger is de skingirl. Zij is niet kaal.

## Gabbers
Ook de gabberscene uit de jaren negentig vertoont, in ieder geval uiterlijk, overeenkomsten met de skinheads. Binnen die stroming lag de nadruk vooral op feestvieren. Naast het uiterlijk zijn er zo goed als geen overeenkomsten. Inhoudelijk komen de subculturen verre van overeen. Sommige skinheads zien de gabbers dan ook als een tegenhanger.

## Groeperingen
Door deze geschiedenis bestaan er tegenwoordig diverse skinheadachtige groeperingen, variërend van liefhebbers van elektronische dansmuziek tot gewelddadige extreemrechtse jongeren. Ook de oorspronkelijke skinheadcultuur is niet uitgestorven. Deze liefhebbers van Jamaicaanse muziek vinden dat hun racistische tegenhangers de naam skinhead niet waardig zijn; ze noemen ze daarom boneheads (een Engels woord voor stomkop; letterlijk: "bothoofd").
Uitgesproken antiracistische skinheads zijn SHARP-skins (SkinHeads Against Racial Prejudice, Skinheads tegen racistische vooroordelen). Socialistisch geïnspireerde skinheads worden ook wel 'redskins' (roodhuiden) genoemd, of RASH (Red & Anarchist Skinheads).
En dan zijn er ook nog de klassieke skinheads die zich apolitiek gedragen en enigszins vasthouden aan de basis van de skins (voetbal en bier). Dit zijn de zogeheten "Trojan" of "Traditional" skins. Bij de Trojan- en linkse skinheads wordt er naast de street-punk, hardcore door een groep naar het wat rustigere ska en dub geluisterd, de twee oorspronkelijke genres van de skinheadcultuur.
Tegenwoordig staat voor de meeste mensen skinhead synoniem voor een extreemrechts en/of neonazistisch persoon. Ook de overheid en de media gebruiken skinhead en neonazi door elkaar. De beruchtste neonazi-'skinhead' groepering in de lage landen is Blood & Honour dat het nieuws haalt door zijn racistische gewelddaden. Een gelijkaardige organisatie zijn de Hammerskins.

## Symboliek
Van de politieke skinheads hebben zowel de links als de rechts georiënteerden een uitgesproken eigen symboliek, die ze als kentekens in de vorm van patches of pinnen, gedrukt op T-shirts, of als tatoeages dragen. Het zijn symbolen die vaak een geschiedkundige achtergrond hebben, bijvoorbeeld de swastika of de hamer en sikkel.
Nazi-skinheads gebruiken vaak symbolen die betrekking hebben op groeperingen zoals de Ku Klux Klan, Combat 18, waarbij de '1' staat voor de letter 'A' en de 8 voor de letter 'H' (eerste en achtste letter van het alfabet). De afkorting 'AH' staat voor de beginletters van de naam van Adolf Hitler. Combat 18 is een militante en vaak zelfs terroristisch genoemde vleugel van de groepering Blood & Honour. Meer frequent gezien en herkend zijn de referenties naar nazi-Duitsland en Adolf Hitler. Zo zijn er de swastika of hakenkruis en al zijn moderne varianten (aangezien het vertoon van de swastika in veel landen verboden is), de afbeelding "SS" zoals gebruikt destijds om de SS-divisie te benoemen, en verder numerieke verwijzingen zoals het nummer 88 (de achtste letter van het alfabet is de 'h', dus dit getal vertegenwoordigt HH, wat staat voor Heil Hitler), en evenzeer 14/88 (14 verwijst naar "de 14 woorden", Wir müssen die Existenz unserer Rasse und eine Zukunft für die weissen Kinder schützen).
Andere symbolen, zoals de wolfsangel (doppelhaken) of de donderslag (donnerkeil) hebben hun origine ook in Duitsland, als wapentekens en zo meer, maar door gebruik door bepaalde Duitse militaire eenheden en herhaaldelijk gebruik door neonazistische groeperingen worden deze symbolen vaak erkend als neonazistische symbolen.
Overigens, en dat verschilt van land tot land, kunnen bepaalde versies van de nationale vlag van een land gebruikt worden als symbool voor fascistische gedachtegangen (bijvoorbeeld de Spaanse vlag, die ten tijde van de Franco-dictatuur een adelaar droeg).
En dan is er nog het Keltisch kruis dat, evenals de swastika, van ver voor de moderne geschiedenis stamt, en toentertijd weinig te maken had met extreem nationalisme, maar er nu als symbool voor wordt gebruikt (vaak ook geassocieerd met het christendom).
Traditionele of apolitieke skinheads gebruiken symbolen vanuit de subcultuur die niet met politiek te maken hebben, maar eerder naar de arbeidersklasse, voetbal, bier, en trots verwijzen. Voorbeelden zijn: de afbeelding van een Trojaanse helm, zwaluwen (die voor vrijheid staan), een boksbeugel, een gekruisigde skinhead, een lauwerkrans, gekruiste hamers (om de arbeidersklasse te eren), "Oi!" (verwijzende naar de muziekstijl), etc.
De antifascistische skinheads gebruiken meestal een mengeling van traditionele symbolen en antinazistische of antifascistische symbolen. Bijvoorbeeld de SHARP-skinheads gebruiken de afbeelding van een Trojaanse helm met eromheen of zelfs erin geschreven SHARP - Skinhead Against Racial Prejudice. De RASH-skinheads gebruiken vaak hamer en sikkel om hun communistische affiliatie te tonen, of de anarchistische "A", afhankelijk van de ideologie waaruit ze voortkomen. Vaak zijn verwante leuzen bijgevoegd. Het typische RASH-symbool is dat van drie pijlen die schuin naar linksonder wijzen. Andere voorbeelden van antifascistische symbolen zijn het met rood uitgestreepte hakenkruis of Keltisch kruis, een lauwerkrans met soms een bijgevoegde leus, en het numerieke 13/87 (wat niet vaak gezien wordt omdat het slechts wordt gebruikt om het nazistische 14/88 tegen te gaan, maar verder geen echte betekenis heeft). Ook worden afbeeldingen van een handdruk tussen een zwarte skinhead en een blanke skinhead gezien, om de eenheid tussen de twee te vertegenwoordigen.